# マット・ビアンコ
マット・ビアンコ（Matt Bianco）は、イングランドのポップスグループ。現在はマーク・ライリー個人のバンド・ユニット名であり、通常のパーマネントなバンド編成とは異なる。

## 概要
1980年代前半に、ファンクとラテン音楽をミックスしたロック・ポップスである、ファンカラティーナというジャンルを確立したブルー・ロンド・ア・ラ・ターク（以下「ブルー・ロンド」）というバンドがあった。ファンカラティーナは、キッド・クレオール&ザ・ココナッツやヘアカット100、そしてボーイ・ジョージがいたカルチャー・クラブなどにより全盛となった。
ブルー・ロンドが解散後、そのメンバーだったマーク・ライリーが同僚のダニー・ホワイトとキト・ポンチオーニなどを誘い、そこへポーランド出身のバーシアを加えて結成したのがマット・ビアンコである。1984年にシングル「Get Out of Your Lazy Bed」でデビューした。イギリスでチャート初登場15位となりヨーロッパでもヒットした。そして『フーズ・サイド・アー・ユー・オン』でアルバム・デビューしたが、その直前にキトが脱退。
したがって、初期オリジナル・メンバーは『フーズ・サイド・アー・ユー・オン』の時点で、マーク・ライリー、ダニー・ホワイト、バーシアの3人といわれる。この『フーズ・サイド・アー・ユー・オン』から多くのシングル曲がヒットし、特に「Half a Minute」は、サルサやサンバといった対極的なラテン音楽の要素を上手く混ぜ込んだ曲で、バーシアもこの曲をレパートリーとしてライブで必ず歌うほどである。
また、マット・ビアンコというネーミングは、1960年代に映画やテレビで放映された『電撃フリント』や『マット・ヘルム』シリーズ、そして『スパイ大作戦』などといったスパイ活劇のドラマに由来しており、それらのドラマで使われていた音楽をモチーフとしたものが当初のコンセプトのベースとなっている。
しかし、『フーズ・サイド・アー・ユー・オン』の発売後、ダニー・ホワイトとバーシアが脱退。一人となったマーク・ライリーは同じくブルー・ロンドの仲間だった、マーク・フィッシャーを新たな盟友として、セカンド・アルバム『マット・ビアンコ』を発表。前作に比べると「スパイ物」的な要素は影をひそめるも、前作に続きヒットした。以降、ライリーとフィッシャーとの「2人のマーク」として数枚のアルバムを発表した。
ドゥービー・ブラザーズのカヴァー曲「ホワット・ア・フール・ビリーヴス」が日産・ティアナのCMに起用されたことにより、日本での知名度が上昇した。
2004年には、オリジナル・メンバーである3人が集結しアルバム『マッツ・ムード』を発表した。しかし2006年のコンピレーション・アルバム『ワップ・バム・ブギー』の頃から、また「2人のマーク」に戻って活動していたが、2016年にマーク・フィッシャーが死去した。

## ディスコグラフィ

### アルバム
- 『フーズ・サイド・アー・ユー・オン』 - Whose Side Are You On? (1984年) ※旧邦題『探偵物語』
- 『マット・ビアンコ』 - Matt Bianco (1986年)
- 『インディゴ』 - Indigo (1988年)
- 『サンバ・イン・ユア・カーサ』 - Samba in Your Casa (1991年)
- 『アナザー・タイム・アナザー・プレイス』 - Another Time Another Place (1994年)
- 『グラン・ヴィア』 - Gran Via (1995年)
- 『ワールド・ゴー・ラウンド』 - World Go Round (1997年)
- 『リコ』 - Rico (2000年)
- 『エコーズ』 - Echoes (2002年)
- 『マッツ・ムード』 - Matt's Mood (2004年)
- 『ハイファイ・ボサノヴァ』 - Hifi Bossanova (2009年)
- 『ハイダウェイ』 - Hideaway (2012年)
- 『グラヴィティ』 - Gravity (2017年)

### コラボレーションEP
- The Things You Love (2016年) ※New Cool Collective/Matt Bianco (Mark Reilly)名義

### コンピレーション・アルバム
- 『ベスト・オブ・マット・ビアンコ』 - The Best of Matt Bianco (1990年) ※1983年から1990までのベスト
- Yeah Yeah (1993年)
- 『ア・コレクション〜ベスト・オブ・マット・ビアンコ』 - A/Collection (1998年)
- 『サンシャイン・デイ〜サマー・ベスト・コレクション』 - Sunshine Day - Summer Best Collection (2004年)
- The Best of Matt Bianco: Platinum Collection (2005年) ※『ベスト・オブ・マット・ビアンコ』のリイシュー
- Let's Dance (2005年) ※マット・ビアンコ・ダンス・ヒッツ
- 『ワップ・バム・ブギー』 - Wap Bam Boogie (2006年)
- The Best of Matt Bianco – Volume 2 (2008年)
- 『フリー・ソウル ドライヴ・ウィズ・マット・ビアンコ』 - Free Soul - Drive With Matt Bianco (2009年)
- Sunshine Days – The Official Greatest Hits (2010年)[1]
- 『プラチナム・ベスト』 - Platinum Best (2013年)